# Elkie
Chong Ting-yan (Tai Po, 2 de noviembre de 1998), más conocida como Elkie, es una cantante, actriz y bailarina china. Anteriormente fue actriz infantil de la cadena televisiva TVB de Hong Kong. En febrero de 2016, debutó como integrante del grupo surcoreano CLC, bajo la discográfica Cube Entertainment. Tras su solicitud de rescindir su contrato con Cube en diciembre de 2020, Elkie dejó tanto Cube como CLC en febrero de 2021.

## Primeros años
Elkie nació el 2 de noviembre de 1998 en Tai Po, Nuevos Territorios, Hong Kong y asistió a Carmel Pak U Secondary School. La cantante solía ser una estrella adolescente popular en Hong Kong, siendo exintegrante del grupo Honey Bees, y también una actriz de la cadena TVB donde actuó en casi veinte dramas.

## Carrera

### 2016-presente: Debut y rescisión de contrato
En febrero de 2016, Elkie fue presentada una de las nuevas integrantes de CLC, junto a Eunbin. Debutó oficialmente el 29 de febrero con el lanzamiento del tercer miniálbum de CLC, Refresh e hizo su primera aparición pública con el grupo en un episodio de M! Countdown, interpretando la canción «High Heels». Dos años después, se anunció que la cantante debutaría en un drama coreano titulado Rich Family's Son como Mong Mong, una estudiante de intercambio china. A finales del mismo año, debutó como solista con la canción «I dream».
En 2019, actuó en el drama chino A Little Thing Called First Love, interpretando a Yang Man Ling, una periodista. En diciembre de 2020, Elkie solicitó que se rescindiera su contrato exclusivo con Cube Entertainment debido a que la compañía violó su contrato. Afirmó que no le habían pagado por sus actividades de actuación y que Cube había detenido el «apoyo al desarrollo» de CLC.

## Discografía
| Título                                                                            | Año                                                 | Mejor posición | Mejor posición | Ventas       | Álbum                   |
| Título                                                                            | Año                                                 | COR            | US World       | Ventas       | Álbum                   |
| Como solista                                                                      | Como solista                                        | Como solista   | Como solista   | Como solista | Como solista            |
| --------------------------------------------------------------------------------- | --------------------------------------------------- | -------------- | -------------- | ------------ | ----------------------- |
| 2018                                                                              | «I Dream»                                           | —              | —              | —            | Sin álbum               |
| Bandas sonoras                                                                    |                                                     |                |                |              |                         |
| 2016                                                                              | «After the Play is Over» (con Lee Chang-sub y Huta) | —              | —              | —            | After the Play Ends OST |
| «–» indica que el lanzamiento no fue lanzado o no se posicionó en ese territorio. |                                                     |                |                |              |                         |

## Filmografía

### Dramas de televisión
| Año  | Título                        | Papel           | Notas |
| ---- | ----------------------------- | --------------- | ----- |
| 2009 | Born Rich                     | Kiki            |       |
| 2010 | The Comeback Clan             | Kay             |       |
| 2010 | Suspects in Love              | Cheng Siu Man   |       |
| 2010 | Can't Buy Me Love             | Kim Kiki        |       |
| 2010 | No Regrets                    | Chan Mei Ting   |       |
| 2011 | My Sister of Eternal Flower   |                 |       |
| 2011 | Ghetto Justice                |                 |       |
| 2011 | Men with No Shadows           | Toi Yan         |       |
| 2012 | Three Kingdoms RPG            |                 |       |
| 2012 | Highs and Lows                | Fong Teen Wai   |       |
| 2012 | Friendly Fire                 | Luk Yau Yee     |       |
| 2012 | Queens of Diamonds and Hearts |                 |       |
| 2012 | Tiger Cubs                    | Grace           |       |
| 2013 | A Change of Heart             | Tong Sin Hang   |       |
| 2013 | A Great Way to Care ll        |                 |       |
| 2013 | Sniper Standoff               | Wong Yeuk Ling  |       |
| 2013 | The Hippocratic Crush ll      | Yannis Suen     |       |
| 2014 | Come Home Love                | Lovely Ling Lei |       |
| 2014 | Storm in a Cocoon             | Poon Hau Yee    |       |
| 2014 | Come On, Cousin               | Cai Jing Man    |       |
| 2014 | Tomorrow Is Another Day       | Chung Yee Sum   |       |
| 2014 | Officer Geomancer             | Shek Kiu        |       |
| 2015 | The Menu                      | Mallory Mak     |       |
| 2015 | Wudang Rules                  | Wu Sei Mui      |       |
| 2015 | Smooth Talker                 | Lam Ah Lui      |       |
| 2015 | Captain of Destiny            | Wong Tai Nui    |       |
| 2015 | Elite Brigade III             | Lee Ching       |       |
| 2016 | Love as a Predatory Affair    | Estudante       |       |

### Apariciones en vídeos musicales
| Año  | Título                    | Artista |
| ---- | ------------------------- | ------- |
| 2016 | «Pray (I'll Be Your Man)» | BTOB    |